# Fina Buzzaccarini

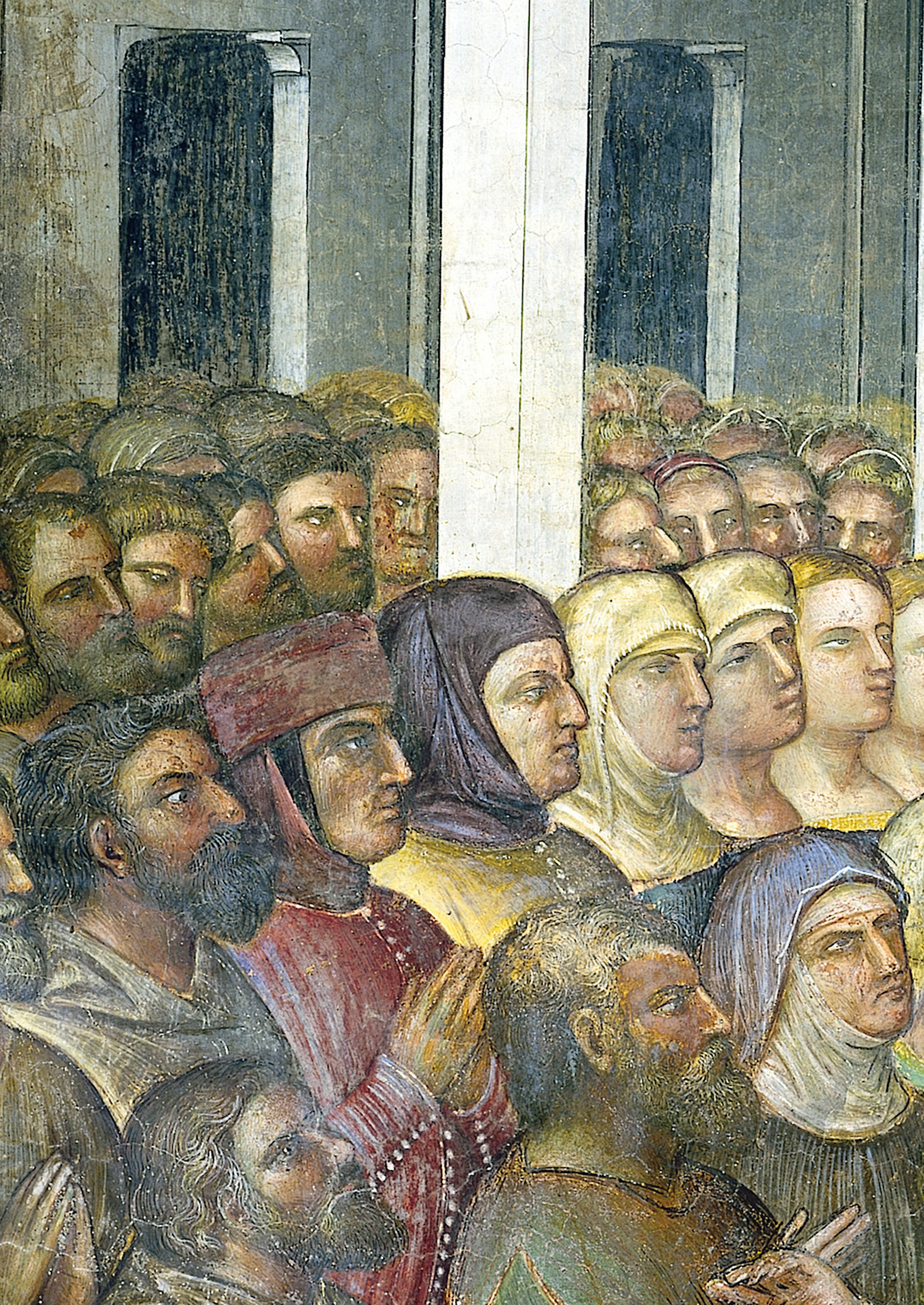
Fresco met drie personen van links naar rechts: haar man Francesco de Oude (met rode kap), Petrarca en Buzzaccarini zelf (met gele kap)

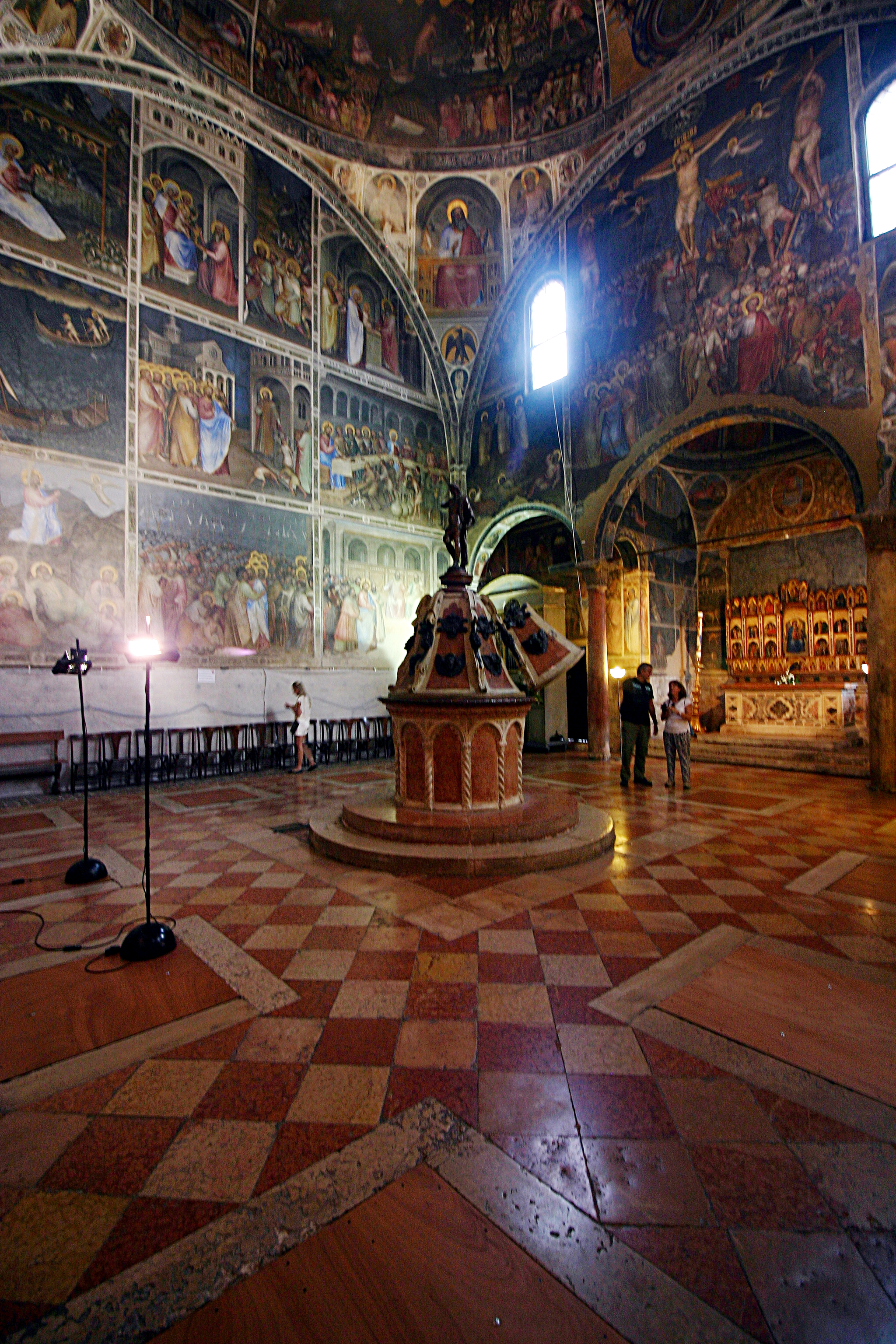
Baptisterium van Padua, Italië

Fina Buzzaccarini (Padua, 1328 – aldaar, 4 oktober 1378) was een mecenas van kunsten in Padua, een Italiaanse rijksstad in het Heilige Roomse Rijk. Zij was gemalin van Francesco I van Carrara, ook genoemd de Oude, heer van Padua.

## Levensloop
Buzzaccarini behoorde tot een familie van patriciërs in Padua tijdens de middeleeuwen. Deze familie kende vele juristen, allen opgeleid aan de universiteit van Padua. Het was omwille van de juristen in haar familie dat haar schoonvader Giacomo II van Carara zijn zoon Francesco uithuwelijkte met haar. Op deze manier zag hij de troon van zijn zoon verankerd met de stadselite. Buzzaccarini huwde met Francesco I in het jaar 1345. In datzelfde jaar volgde Francesco zijn vermoorde vader op als heer van Padua. Haar man vocht voor de onafhankelijkheid van Padua, om een staat te bouwen tussen het hertogdom Milaan en de republiek Venetië. Het leverde hem de vijandigheid van de Venetianen op. Zij steunde haar man in diens cultuurpolitiek om schilders, dichters zoals Petrarca en andere kunstenaars aan het werk te zetten in Padua; Padua werd een kruispunt waar kunstenaars elkaar ontmoetten.
Zij was de mecenas van twee bouwwerken:
1° Het verfraaien van het baptisterium met fresco’s tijdens de jaren 1374-1378. Het baptisterium was een eeuwenoude romaans-Longobardisch kapel die naast de dom staat. Het doel was van het baptisterium een mausoleumkapel te maken voor de dynastie van het Huis Carrara. Giusto de’ Menabuoi (1330-1390) uit Firenze zette in het baptisterium zijn meesterwerk neer. Honderd fresco’s met thema’s uit het Oude en Nieuwe Testament bracht hij aan. In een fresco is Buzzaccarini te zien naast Petrarca. Het altaar in het baptisterium is ook van de hand van Giusto de’ Menaboui. Tegenover het altaar kwam het mausoleum van Francesco de Oude en zijn echtgenote Fina Buzzaccarini. Begin 15e eeuw vernielden Venetianen de tombe want het was een onzalige herinnering aan een zelfstandig vorstendom in Padua. Een brokstuk werd bewaard: het toont Buzzaccarini bij de Maagd Maria waarbij ze door Johannes de Doper geflankeerd wordt.
De fresco's van het baptisterium behoren met andere fresco's in Padua als een erkend geheel van UNESCO Werelderfgoed. Zie voor het geheel van UNESCO Werelderfgoed: Padua's 14e-eeuwse frescocycli.
2° De bouw van de kloosterkerk Chiesa Santa Maria dei Servi, later genoemd de Chiesa della Natività della Beata Vergine Maria ai Servi. De kerk lag destijds binnen het domein van het paleis van het Huis Carrara. De kerk diende voor de kloosterorde Servieten of Servi van Maria. Na haar dood (1378) nam haar zus Anna, abdis, de leiding over van de bouw. Na Anna’s dood (1393) nam Fina's zoon, Francesco Novello, heer van Padua, over en beëindigde de bouw van de kerk.